# 肥後伊倉駅
肥後伊倉駅（ひごいくらえき）は、熊本県玉名市伊倉北方にある、九州旅客鉄道（JR九州）鹿児島本線の駅である。

## 歴史

### 年表
- 1935年（昭和10年）4月3日：鉄道省が開設[2]。開設当初の駅本屋は現在の熊本側端部に存在した。現在の駅本屋は2代目である。
- 1961年（昭和36年）10月1日：貨物の取り扱いを廃止[2]。
- 1971年（昭和46年）2月20日：業務委託駅となる[4]。
- 1984年（昭和59年）2月1日：荷物扱い廃止[2]。
- 1985年（昭和60年）3月14日：駅員無配置駅となる[5]。
- 1987年（昭和62年）4月1日：国鉄分割民営化により九州旅客鉄道が継承[2]。
- 2010年（平成22年）4月1日：簡易委託化[3]。
- 2012年（平成24年）
  - 3月3日：新駅舎落成[1][6]。
  - 12月1日：交通系ICカードSUGOCA対応[7]。

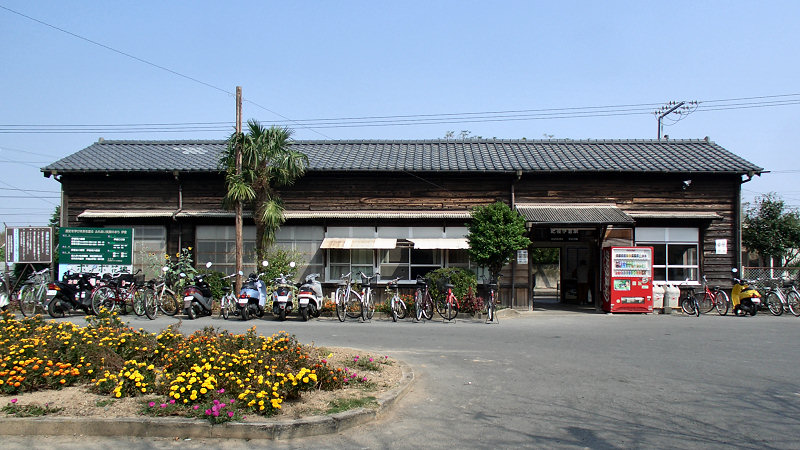
旧駅舎（2006年10月）

### 駅名の由来
開業時の地名（玉名郡伊倉町）が由来。「伊倉駅」は他にはないが、この駅の開業時に伯備線に同じ読みの井倉駅があったため「肥後伊倉駅」と命名された。
「伊倉（いくら）」の「イ」は湧水、「クラ」は「岩場」を表し、「岩場のある川港」という意味である。古くから菊池川や木葉川に面した水の豊富な土地で、中世にはこの地の川港が他国との貿易で栄え、特に中国からの貿易船がこの地に頻繁に訪れたことから「唐人町」や「唐の平」という地名が残っている。
加藤清正が菊池川の河川を切り替えて広く干拓するまでは、「伊倉の川港」は菊池川港の一つであったという。

## 駅構造
相対式ホーム2面2線を有する地上駅で、1942年建築の木造駅舎があったが、2012年3月3日に旧駅舎の隣に新駅舎が完成した。互いのホームは跨線橋で連絡している。
2010年4月1日から簡易委託駅となった。

### のりば
| のりば | 路線        | 方向 | 行先                   |
| ------ | ----------- | ---- | ---------------------- |
| 1      | ■鹿児島本線 | 上り | 大牟田・鳥栖・博多方面 |
| 2      | ■鹿児島本線 | 下り | 熊本・八代方面         |

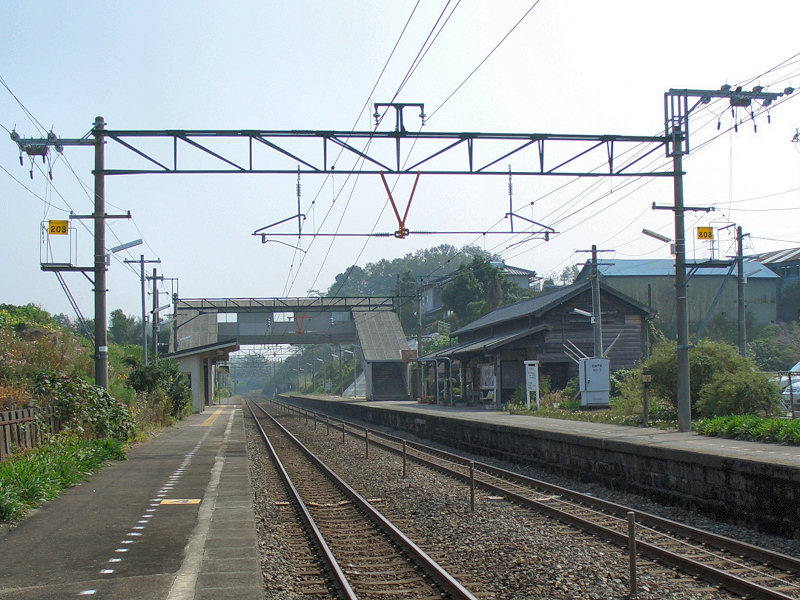
ホーム（2006年10月）
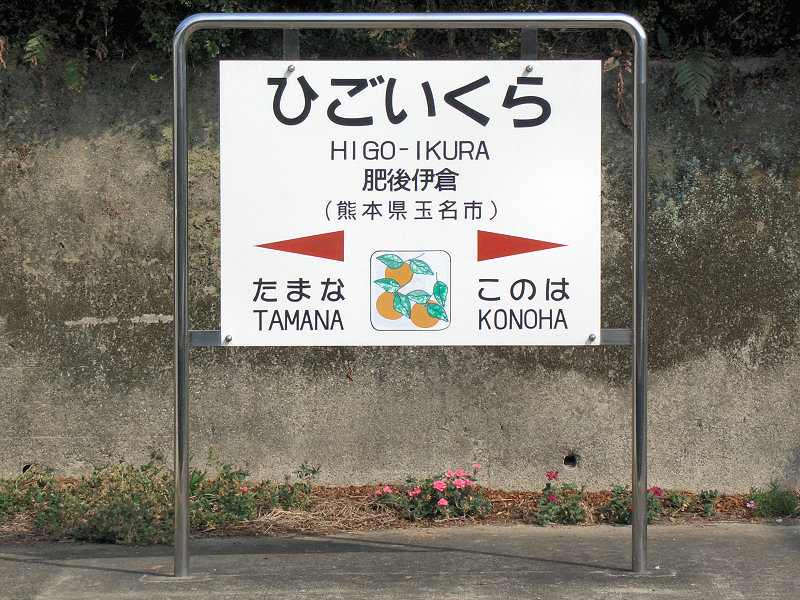
地元の特産品が描かれた駅名標

## 駅周辺

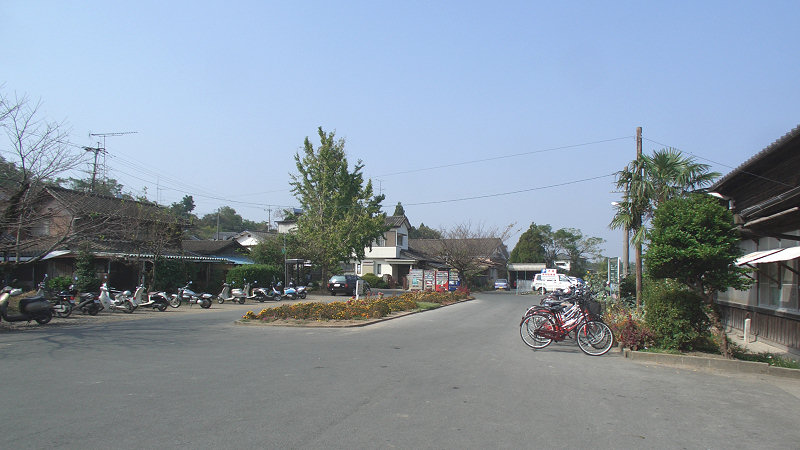
駅前（2006年10月）

- 熊本県道167号肥後伊倉停車場線 - 駅前ロータリー起点の道路
- 伊倉北八幡宮[1]
- 伊倉南八幡宮[1]
- 唐人舟つなぎ銀杏
- 四位官郭公墓
- 吉利支丹墓碑
- 本堂山宇佐一族の墓
- 伊倉郵便局
- トッパン・フォームズ西日本九州工場
- 日本海水熊本工場（旧・浦島海苔本社）
  - かつて浦島海苔本社構内にコミュニティーエフエム放送局「エフエムたまな」があった。

バス停
- 榎原（えのきばる） - 国道208号線沿いにある産交バスのバス停、約2Kmほど離れた場所にある。

## 隣の駅
九州旅客鉄道（JR九州）
■鹿児島本線
■区間快速・■普通
玉名駅 - 肥後伊倉駅 - 木葉駅